# بیس (آلاباما)
بیس (به انگلیسی: Bass) یک منطقهٔ مسکونی در ایالات متحده آمریکا است که در شهرستان جکسون، آلاباما واقع شده‌است. بیس ۱۸۹ متر بالاتر از سطح دریا واقع شده‌است.